# Santa Felicidade (Curitiba)
Santa Felicidade é um bairro da região noroeste da cidade brasileira de Curitiba, capital do estado do Paraná.

## História

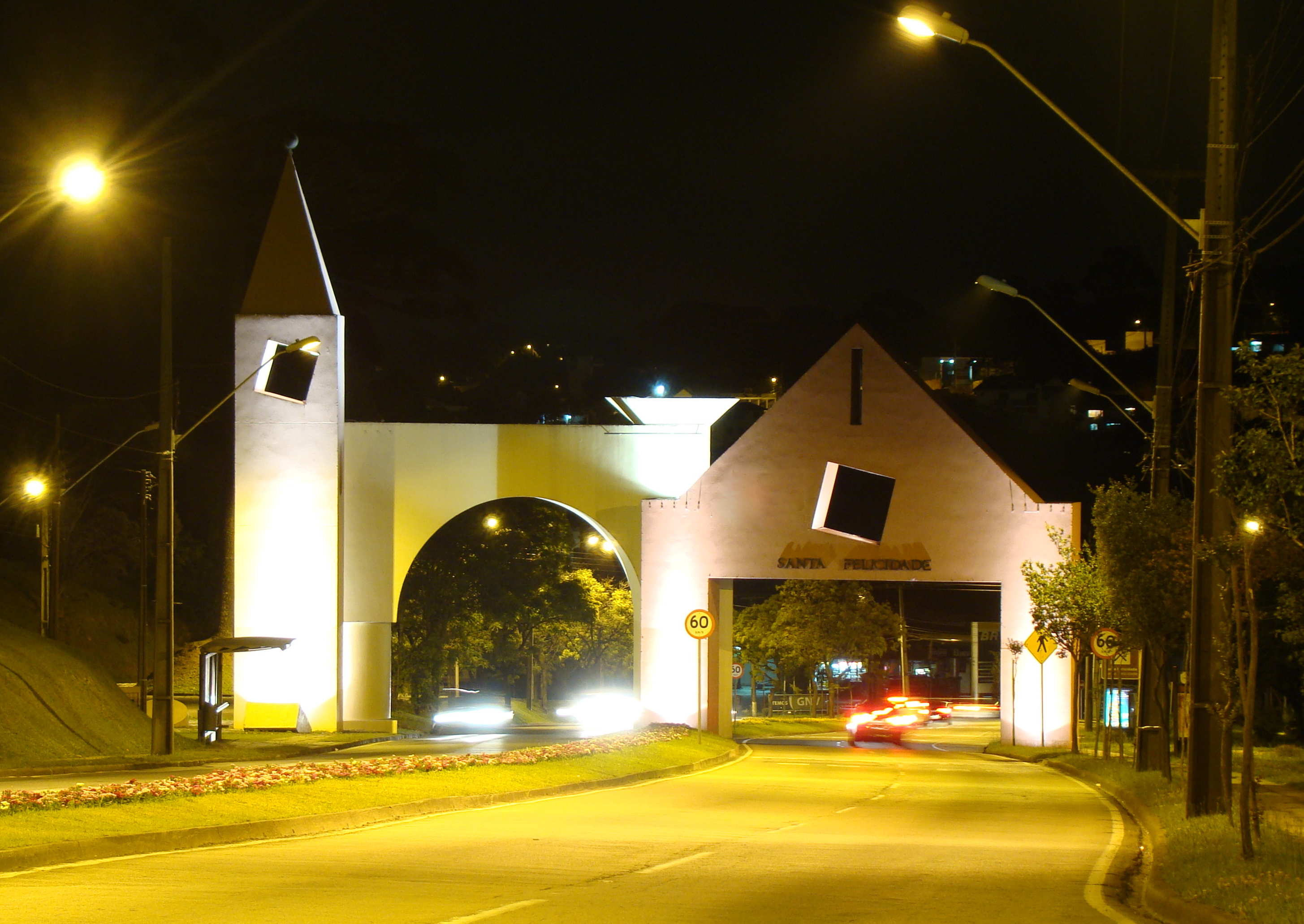
Portal de Santa Felicidade

O bairro teve início no antigo caminho que ligava a capital ao norte velho do estado e que na atualidade é chamada de Estrada do Cerne. Em sua formação histórica, recebeu um grande número de colonos vindos do norte da Itália, especialmente das regiões de Vêneto e Trento.
O nome do bairro é uma homenagem a uma antiga proprietária de terras da região no século XIX, a portuguesa Felicidade Borges (que provavelmente foi batizada em homenagem a Santa Felicidade). 

## Economia, pontos turísticos, esportivos e de referências
Atualmente é um importante reduto gastronômico, com grande quantidade de restaurantes de cozinha italiana, além de ter muitas vinícolas e lojas de artesanato. 
Entre estes restaurantes, estão o "Madalosso", o maior restaurante da América Latina e a tradicional "Casa dos Arcos", instalado num prédio histórico, construído em 1895 pela família de Marcos Mocellin e transformado em restaurante em 1982.
Outros pontos do bairro considerados referências históricas e culturais, são a "Casa Culpi", construído por Giovanni Baptista Culpi em 1887 para ser residência e comércio de secos e molhados e que atualmente pertence ao município e a "Casa dos Gerânios" (também conhecido por sobrado Nona Carolina), construída em 1891 por Nicolau Boscardim.
O bairro abriga alguns clubes de futebol amador como: Trieste Futebol Clube, Sociedade Operária Beneficente Iguaçu e Associação Beneficente Esportiva Flamengo e os três principais eixos viários do bairro são a Avenida Manoel Ribas, Vereador Toaldo Tulio e a Via Vêneto, nas quais respectivamente se encontram os tradicionais restaurantes, o terminal de ônibus e a Rua da Cidadania do bairro. 